# Sånger från andra våningen
Sånger från andra våningen é um filme de drama sueco de 2000 dirigido e escrito por Roy Andersson. Foi selecionado como representante da Suécia à edição do Oscar 2001, organizada pela Academia de Artes e Ciências Cinematográficas.

## Elenco
- Lars Nordh - Kalle
- Stefan Larsson - Stefan
- Bengt C. W. Carlsson - Lennart
- Torbjörn Fahlström - Pelle Wigert
- Sten Andersson - Lasse
- Rolando Núñez